# Chrome dreams II
Chrome dreams II is het 28e studioalbum van de Canadese zanger-gitarist Neil Young. Het is het vervolg op het nooit uitgebrachte album Chrome dreams uit 1977. Het bevat zowel tracks waarin hij begeleid wordt door de band Crazy Horse als tracks met andere musici. Het album herbergt een van de langdurigste composities die Young ooit geschreven heeft: Ordinary People. Het album is zo veel mogelijk live ingespeeld, slechts enkele overdubs waren noodzakelijk.

## Album
Zoals wel vaker gebeurde levert Young een plaat af met een mix met nieuwe en "oudere" liedjes, die nog op de plank lagen. De eerste drie liedjes dateren van de jaren tachtig. Beautiful bird zou eerst verschijnen op het album Old ways, maar werd terzijde gelegd; Boxcar was opgenomen voor een niet verschenen album Times Square, en Ordinary people was bedoeld voor het album This note's for you, maar werd uiteindelijk alleen live gespeeld. Neil Young was zeer actief in die dagen, zodat veel op de plank was blijven liggen. Het gerucht dat er een 13-cd uitgebracht zou worden met niet gebruikt materiaal, de zogenaamde Archives-collectie, is inmiddels realiteit geworden met het verschijnen van de box Neil Young archives I in 2009. Andere delen volgden, zodat wellicht ooit ook het op de plank liggende materiaal uit deze sessies uitgebracht zal worden. Ordinary people (van 18:13!) is op 10 september 2006 uitgebracht als single in de Verenigde Staten.
Het album komt uit in een dubbel-cd-variant; het tweede schijfje is een dvd-audio; een elpee zal volgen (Young is voorstander van het gebruik van elpees in plaats van cd's).

## Tracks
Alle muziek en teksten zijn geschreven door Neil Young. 
| Nr. | Titel              | Duur  |
| --- | ------------------ | ----- |
| 1.  | Beautiful bluebird | 4:27  |
| 2.  | Boxcar             | 2:44  |
| 3.  | Ordinary people    | 18:13 |
| 4.  | Shining light      | 4:44  |
| 5.  | The believer       | 2:39  |
| 6.  | Spirit road        | 6:32  |
| 7.  | Dirty old man      | 3:17  |
| 8.  | Ever after         | 3:32  |
| 9.  | No hidden path     | 14:31 |
| 10. | The way            | 5:15  |

## Musici
Het album is opgenomen in Feelgood’s Garage, behalve het nummer Ordinary People, welke is opgenomen in de Plywood Studio via analoge apparatuur. Het koor op The Way is opgenomen in de Avatar Studios, New York.
- Neil Young - gitaren, banjo, harmonica, piano, pomporgel, Hammond B-3 orgel, percussie, zang
- Ben Keith - pedal steel gitaar, lap slide guitar, dobro, elektrische gitaar, Hammond B-3 orgel, zang
- Rick Rosas - basgitaar, zang
- Ralph Molina - drums, percussie, zang

### Ordinary People
- Neil Young – elektrische gitaar, zang
- Joe Canuck - zang
- Frank "Pancho" Sampedro - gitaar
- Rick Rosas - basgitaar
- Chad Cromwell - drums
- Ben Keith - altosaxofoon
- Steve Lawrence – tenorsaxofoon, toetsen
- Larry Cragg - baritonsaxofoon
- Claude Cailliet - trombone
- John Fumo - trompet
- Tom Bray - trompet (solo)
- Achtergrondzang:
  - The Wyatt Earps - Ben Keith, Ralph Molina, Neil Young
  - The Jane Wyatts - Nancy Hall, Annie Stocking, Pegi Young
  - The Dirty Old Men - Larry Cragg, Ben Keith, Ralph Molina, Rick Rosas, Neil Young

### The Way
"The Way" choir: The Young People’s Chorus of New York City o.l.v. Elizabeth Núñez, dirigent. Het koor bestaat uit: Moraima Avalos, William Cabiniss, Che Elliott, Vera Kahn, Rosa Loveszy, Christina Lu,Jamal Marcelin, Helen Parzick, Lluvia Perez, Owen Smith, Julie Urena, Emily Viola, Reginald Wilson, Catherine, McGough, Rebecca Shaw.

## Aanvullende info
Neil Young zegt zelf in een persbericht over het album:

It's an album with a form based on some of my original recordings, with a large variety of songs, rather than one specific type of song. Where Living with War and Everybody's Rockin' were albums focused on one subject or style, Chrome Dreams II is more like After the Gold Rush or Freedom, with different types of songs working together to form a feeling. Now that radio formats are not as influential as they once were, it's easier to release an album that crosses all formats with a message that runs through the whole thing, regardless of the type of song or sound. Some early listeners have said that this album is positive and spiritual. I like to think it focuses on the human condition. Like many of my recordings, this one draws on earlier material here and there. I used to do that a lot back in the day. Some songs, like 'Ordinary People,' need to wait for the right time. I think now is the right time for that song and it lives well with the new songs I have written in the past few months. I had a blast making this music.
— Neil Young